# 田村愛李
田村 愛李（たむら あいり、1999年12月12日-）は東京都出身の元バスケットボールマネージャーである。
最終所属は熊本ヴォルターズ。

## 経歴
東京都に生まれる。競技経験はなく、高校在学中、当時の友人に誘われてバスケットボール部のマネージャーを引き受けたことがきっかけであるという。
神奈川大学在学中の2021-22シーズン、マネージャーとしてアースフレンズ東京Zに所属。
2022年6月6日、熊本ヴォルターズと新規マネージャー契約を締結。
2023年5月29日、熊本との契約満了および退団を発表。退団後はB.leagueから離れる旨の報告がなされた。

## 特徴
試合中、残り時間が10秒を切ったことを選手へ伝えるためのテンカウントは、遠山向人が味方のフィールドゴール時に叫ぶ「エンワン」コールとともに、試合の中継映像においても明瞭に聞き取ることが出来た。